# Ё̄
Ё̄, ё̄(Yo with macron, 요 마크론)는 키릴 문자의 일종이다. 형태는 키릴 문자 Ё에 마크론이 추가된 형태이다.
Ё̄는 에벤어, 에벤크어, 만시어, 나나이어, 네기달어, 킬딘 사미어, 셀쿠프어, 울치어에서 사용되며 일반적으로 [joː] 또는 유사한 소리를 나타낸다.